# Fotogramas de Plata 1966
El lliurament dels 17è Premis Fotogramas de Plata (coneguts oficialment com a Placa San Juan Bosco), corresponents a l'any 1966, lliurats per la revista espanyola especialitzada en cinema Fotogramas, va tenir lloc el 31 de gener de 1967, diada de Sant Joan Bosco, a la residència de la família Nadal, propietària de la revista, al barri de Pedralbes (Barcelona). Entre altres, hi va assistir el delegat provincial d'Informació i Turisme i diverses autoritats municipals. Les plaques foren recollides pel mateix Paco Martínez Soria, per Jean-Louis Trintignant en nom d'Anouk Aimée i per Franz Joham en nom d'Irene Gutiérrez Caba.

## Candidatures

### Millor intèrpret de cinema espanyol
| Intèrpret             | Pel·lícula              | Resultat  |
| --------------------- | ----------------------- | --------- |
| Paco Martínez Soria   | La ciudad no es para mí | Guanyador |
| Sonia Bruno           | El juego de la oca      | Finalista |
| Elena María Tejeiro   | El arte de vivir        | Finalista |
| Emilio Gutiérrez Caba | La caza                 | Finalista |

### Millor intèrpret de cinema estranger
| Actriu             | Pel·lícula                        | Resultat   |
| ------------------ | --------------------------------- | ---------- |
| Anouk Aimée        | Un homme et une femme             | Guanyadora |
| Nikolai Txerkàssov | Don Kikhot                        | Finalista  |
| Richard Burton     | The Spy Who Came in from the Cold | Finalista  |
| Marlon Brando      | La caça de l'home                 | Finalista  |

### Millor intèrpret de televisió
| Intèrpret             | Sèrie de televisió       | Resultat   |
| --------------------- | ------------------------ | ---------- |
| Irene Gutiérrez Caba  | Tiempo y hora            | Guanyadora |
| Gemma Cuervo          | Novela                   | Finalista  |
| Emilio Gutiérrez Caba | Tiempo y hora            | Finalista  |
| Ismael Merlo          | Conjunt de la seva tasca | Finalista  |
| José Bódalo           | Conjunt de la seva tasca | Finalista  |